# Edward Stafford, III barone Stafford
Edward Stafford (Stafford, 7 gennaio 1535 – Stafford, 18 ottobre 1603) è stato un nobile inglese.

## Biografia
Era figlio di Henry Stafford, I barone Stafford e Ursula Pole.
Nel 1554 venne eletto membro del parlamento per il collegio di Banbury. In seguito alla rivolta di suo fratello Thomas, Edward fu interrogato dal Consiglio privato di sua maestà il 3 maggio 1557 ma non vennero trovati legami a suo carico.
Fu membro del parlamento per Stafford nel 1558 e 1559 e dopo la sua nobilitazione sedette alla Camera dei Lords. Edward infatti ereditò alla morte di suo fratello Henry il titolo di barone Stafford.
Sposò Mary Stanley, figlia di Edward Stanley, III conte di Derby il 23 novembre 1566 ed ebbero tre figli:
- Edward Stafford, IV barone Stafford (27 gennaio 1568 – 1625), sposò Isabel Forster;
- Ursula Stafford, che sposò Walter Erdeswick;
- Dorothy Stafford, (1572-?) che sposò un membro della famiglia Gervais di Chadsden.

Alla sua morte gli succedette l'unico figlio maschio Edward.

## Ascendenza
|                                         |                     |                                         | Genitori                                   |  |  | Nonni |  |  | Bisnonni                              |  |  | Trisnonni                               |  |
|                                         |                     |                                         |                                            |  |  |       |  |  | Henry Stafford, II duca di Buckingham |  |  | Humphrey Stafford, I duca di Buckingham |  |
|                                         |                     |                                         |                                            |  |  |       |  |  | Henry Stafford, II duca di Buckingham |  |  | Humphrey Stafford, I duca di Buckingham |  |
|                                         |                     | Margaret Beaufort                       |                                            |  |  |       |  |  | Henry Stafford, II duca di Buckingham |  |  |                                         |  |
| Edward Stafford, III duca di Buckingham |                     |                                         |                                            |  |  |       |  |  | Henry Stafford, II duca di Buckingham |  |  |                                         |  |
|                                         |                     | Catherine Woodville                     | Richard Woodville, I conte di Rivers       |  |  |       |  |  |                                       |  |  |                                         |  |
|                                         |                     | Catherine Woodville                     | Richard Woodville, I conte di Rivers       |  |  |       |  |  |                                       |  |  |                                         |  |
|                                         |                     | Catherine Woodville                     | Jacquette di Lussemburgo                   |  |  |       |  |  |                                       |  |  |                                         |  |
| Henry Stafford, I barone Stafford       |                     | Catherine Woodville                     |                                            |  |  |       |  |  |                                       |  |  |                                         |  |
|                                         |                     | Henry Percy, IV conte di Northumberland | Henry Percy, III conte di Northumberland   |  |  |       |  |  |                                       |  |  |                                         |  |
|                                         |                     | Henry Percy, IV conte di Northumberland | Henry Percy, III conte di Northumberland   |  |  |       |  |  |                                       |  |  |                                         |  |
|                                         |                     | Henry Percy, IV conte di Northumberland | Eleanor Poynings                           |  |  |       |  |  |                                       |  |  |                                         |  |
| Eleanor Percy                           |                     | Henry Percy, IV conte di Northumberland |                                            |  |  |       |  |  |                                       |  |  |                                         |  |
|                                         |                     | Maud Herbert                            | William Herbert, I conte di Pembroke       |  |  |       |  |  |                                       |  |  |                                         |  |
|                                         |                     | Maud Herbert                            | William Herbert, I conte di Pembroke       |  |  |       |  |  |                                       |  |  |                                         |  |
|                                         |                     | Maud Herbert                            | Anne Devereux                              |  |  |       |  |  |                                       |  |  |                                         |  |
| Edward Stafford, III barone Stafford    |                     | Maud Herbert                            |                                            |  |  |       |  |  |                                       |  |  |                                         |  |
|                                         | Geoffrey de la Pole | Richard de la Pole                      |                                            |  |  |       |  |  |                                       |  |  |                                         |  |
|                                         | Geoffrey de la Pole | Richard de la Pole                      |                                            |  |  |       |  |  |                                       |  |  |                                         |  |
|                                         | Geoffrey de la Pole | …                                       |                                            |  |  |       |  |  |                                       |  |  |                                         |  |
| Richard Pole                            | Geoffrey de la Pole |                                         |                                            |  |  |       |  |  |                                       |  |  |                                         |  |
|                                         |                     | Edith St John                           | Oliver St John                             |  |  |       |  |  |                                       |  |  |                                         |  |
|                                         |                     | Edith St John                           | Oliver St John                             |  |  |       |  |  |                                       |  |  |                                         |  |
|                                         |                     | Edith St John                           | Margaret Beauchamp                         |  |  |       |  |  |                                       |  |  |                                         |  |
| Ursula Pole                             |                     | Edith St John                           |                                            |  |  |       |  |  |                                       |  |  |                                         |  |
|                                         |                     | George, I duca di Clarence              | Richard, III duca di York                  |  |  |       |  |  |                                       |  |  |                                         |  |
|                                         |                     | George, I duca di Clarence              | Richard, III duca di York                  |  |  |       |  |  |                                       |  |  |                                         |  |
|                                         |                     | George, I duca di Clarence              | Cecily Neville                             |  |  |       |  |  |                                       |  |  |                                         |  |
| Margaret, VIII contessa di Salisbury    |                     | George, I duca di Clarence              |                                            |  |  |       |  |  |                                       |  |  |                                         |  |
|                                         |                     | Isabel Neville                          | Richard Neville, VI conte di Salisbury     |  |  |       |  |  |                                       |  |  |                                         |  |
|                                         |                     | Isabel Neville                          | Richard Neville, VI conte di Salisbury     |  |  |       |  |  |                                       |  |  |                                         |  |
|                                         |                     | Isabel Neville                          | Anne de Beauchamp, XVI contessa di Warwick |  |  |       |  |  |                                       |  |  |                                         |  |
|                                         |                     | Isabel Neville                          |                                            |  |  |       |  |  |                                       |  |  |                                         |  |